# Caspak

Le Cycle de Caspak (titre original : Caspak series) fait partie des œuvres d'Edgar Rice Burroughs.
C'est un cycle bref, revisitant les thèmes du monde perdu et de l'évolution.
Les héros découvrent un monde où l'évolution a pris un tour inattendu, le même individu pouvant descendre toute la chaîne de l'évolution. Contrairement à d'autres univers créés par Burroughs, il ne s'agit pas d'un simple décor. Le monde de Caspak (une grande île au climat tropical dans l'Antarctique) est le véritable héros de la trilogie.

## Éditions

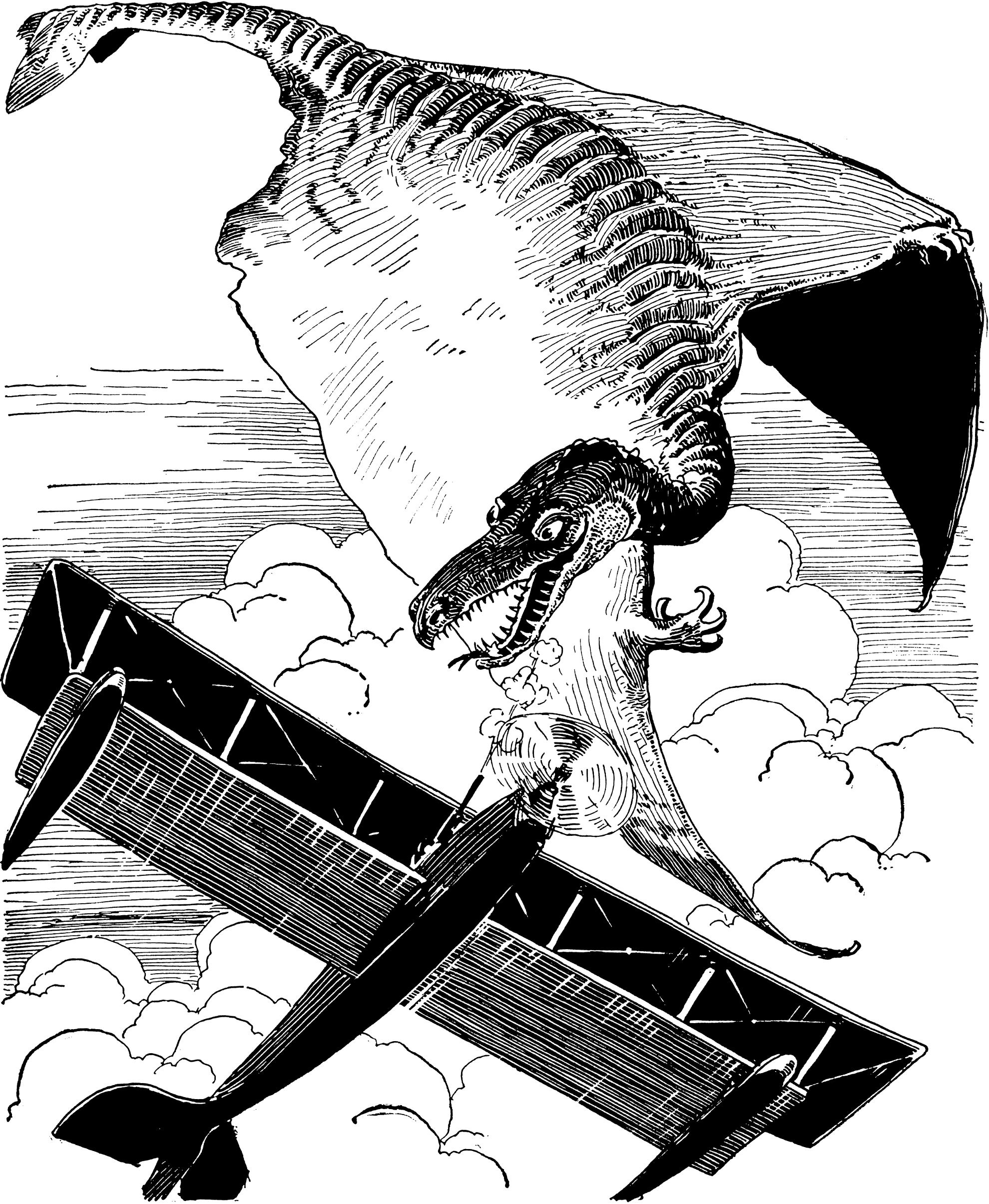
Illustration pour un épisode du roman The Land That Time Forgot dans la revue américaine Amazing Stories en 1927. Auteur inconnu.

Le cycle se compose de 3 longues nouvelles, parues en 1918 :
- The Land That Time Forgot (1918)

1. Caspak, monde oublié, première partie: La Terre que le temps avait oublié (Temps Futurs, 1982)
2. Caspak, monde oublié, première partie: La Terre que le temps avait oublié, in Le Cycle de Pellucidar 3 (Lefrancq, 1997)

- The People That Time Forgot (1918)

1. Caspak, monde oublié, deuxième partie: Le Peuple que le temps avait oublié (Temps Futurs, 1982)
2. Caspak, monde oublié, deuxième partie: Le Peuple que le temps avait oublié, in Le Cycle de Pellucidar 3 (Lefrancq, 1997)

- Out of time's abyss (1918)

1. Hors de Caspak (Temps Futurs, 1982)
2. Hors de Caspak, in Le Cycle de Pellucidar 3 (Lefrancq, 1997)

## Film
Le cycle de Caspak a été adapté au cinéma par Kevin Connor :
- Le Sixième Continent (1975);
- Le Continent oublié (1977).